# Rahima Nouass
Rahima Nouass, née le 18 juillet 1987, est une karatéka marocaine.

## Carrière
Rahima Nouass est médaillée d'argent en kumite par équipes et médaillée de bronze en kumite open aux Jeux panarabes de 2007 au Caire. Aux Jeux panarabes de 2011 à Doha, elle est médaillée d'or en kumite des plus de 60 kg et médaillée de bronze en kumite par équipes.
Elle est médaillée de bronze en moins de 68 kg aux championnats d'Afrique 2012 à Rabat.

## Famille
Elle est la sœur de la karatéka Fatima Zahra Nouass.